# Ctenophthalmus bifidatus
Ctenophthalmus bifidatus är en loppart som beskrevs av Smit 1960. Ctenophthalmus bifidatus ingår i släktet Ctenophthalmus och familjen mullvadsloppor.

## Underarter
Arten delas in i följande underarter:
- C. b. bifidatus
- C. b. mancus